# Vincent Angban
Vincent Atchouailou de Paul Angban (ur. 2 lutego 1985 w Anyamie) – iworyjski piłkarz grający na pozycji bramkarza.

## Kariera klubowa
Karierę piłkarską Angban rozpoczął w klubie Rio Sport d’Ányama. W 2005 roku zadebiutował w jego barwach w pierwszej lidze Wybrzeża Kości Słoniowej. W Rio Sport grał do końca 2006 roku, a na początku 2007 roku został bramkarzem ASEC Mimosas. W 2007 i 2008 roku zdobył z tym zespołem Puchar Wybrzeża Kości Słoniowej, a w 2009 i 2010 roku wywalczył z nim dwa tytuły mistrza kraju. W latach 2011–2012 grał w JC d’Abidjan, a w sezonie 2013/2014 był zawodnikiem AFAD Djékanou. W sezonie 2014/2015 występował w Africa Sports National, a w latach 2015-2017 w tanzańskim Simba SC.

## Kariera reprezentacyjna
Wraz z reprezentacją Wybrzeża Kości Słoniowej U-20 Angban wziął udział w mistrzostwach Afryki w 2005 roku. W 2008 roku wystąpił na Igrzyskach Olimpijskich w Pekinie. W dorosłej reprezentacji zadebiutował w 2008 roku. W 2009 roku wywalczył z kadrą narodową awans na Mistrzostwa Świata w RPA, a w 2010 roku został powołany do kadry na Puchar Narodów Afryki 2010.